# Tyyne Järvi
Tyyne Maria Järvi po mężu Sjöblad (ur. 4 lutego 1891 w Vaasa, zm. 4 kwietnia 1929 w Lapinjärvi) – fińska pływaczka reprezentująca Wielkie Księstwo Finlandii z początku XX wieku, uczestniczka igrzysk olimpijskich.
Podczas V Letnich Igrzysk Olimpijskich w Sztokholmie w 1912 roku, Järvi wystartowała w jednej konkurencjach pływackich. Na dystansie 100 metrów stylem dowolnym z czasem 1:42,4 zajęła piąte miejsce w pierwszym wyścigu eliminacyjnym i odpadła z dalszej rywalizacji. Obok Reginy Kari była jedną z dwóch Finek na tych igrzyskach.
Järvi reprezentowała barwy klubu Vaasan Uimaseura.